# Конопацкий, Мацей Гасанович
Мацей Гасанович Конопацкий (бел. Мацей Канапацкі, пол. Maciej Kanapacki; 29 января 1926, Вильно, Виленское воеводство, Польша — 3 декабря 2020, Сопот, Польша) — белорусский и татарский общественный деятель в Польше.

## Биография
Родился 29 января 1926 года в семье известного военного деятеля Гасана Конопацкого. По родовой легенде предок его матери был переводчиком у Ягайло.
С 1933 по 1939 год обучался в начальной школе имени Шимона Конарского в Вильнюсе, затем обучался в гимназии имени Адама Мицкевича и в Виленской белорусской гимназии. В 1946 году с родителями переехал в Польшу в город Быдгощ, где поступил в лицей, а оттуда на юридический факультет Торуньского университета, но в 1950 году из-за болезни был вынужден покинуть его. После поступил на русскую филологию Ягеллонского университета. В 1953 году перешёл в Варшавский университет, который окончил в 1955 году. Свою карьеру начал в польском пресс-агентстве.
В 1956 году защитил магистерскую работу на тему «Янка Купала как переводчик поэзии Адама Мицкевича, Владислава Сырокомли и Марии Конопницкой» (первая работа в истории Варшавской русистики на белорусскую тему). В это же время стал одним из организаторов Варшавского отдела Белорусского Общественно-культурного общества. 15 июля 1956 года начал печататься в Белостокской белорусской газете «Нiва» (чаще под псевдонимом Саевич), где исследовал творчество белорусских поэтов и писателей. Также занимался исследованием культуры и жизни белорусских татар (липка).
С 1957 года работал в Белостоке. В 1958-1959 годах редактировал белорусские программы на Белостокском радио. В 1993 году был делегатом Первого съезда Объединения белорусов мира «Бацькаўшчына». В 1964 году переехал в Сопот и работал преподавателем русского языка в школе, а с 1966 по 1972 год работал пресс-секретарём директора Гданьской судоверфи имени В. Ленина. С 1970 года работал в воеводском Доме культуры в Белостоке. В 1977 году вновь переехал в Сопот, где 2 года организовывал мероприятия в Балтийском артистическом агентстве. В 1979 году организовал университет III возраста.
В 1993 году был делегатом Первого съезда Объединения белорусов мира «Бацькаўшчына».

## Труды
- Pod białostockimi minaretami, Wojewódzki ośrodek informacji turystycznej w Białymstoku Białystok, 1972.
- Białostocki Szlak Tatarski, Warszawa, 1977.